# Playtex
Playtex (anciennement International Latex Corporation) est une entreprise américaine spécialisée dans la fabrication et la distribution de vêtements et de produits d'hygiène féminine. Créée en 1932 à Stamford (Connecticut, États-Unis), elle est connue entre autres pour l'invention du soutien-gorge cœur-croisé.

## Historique

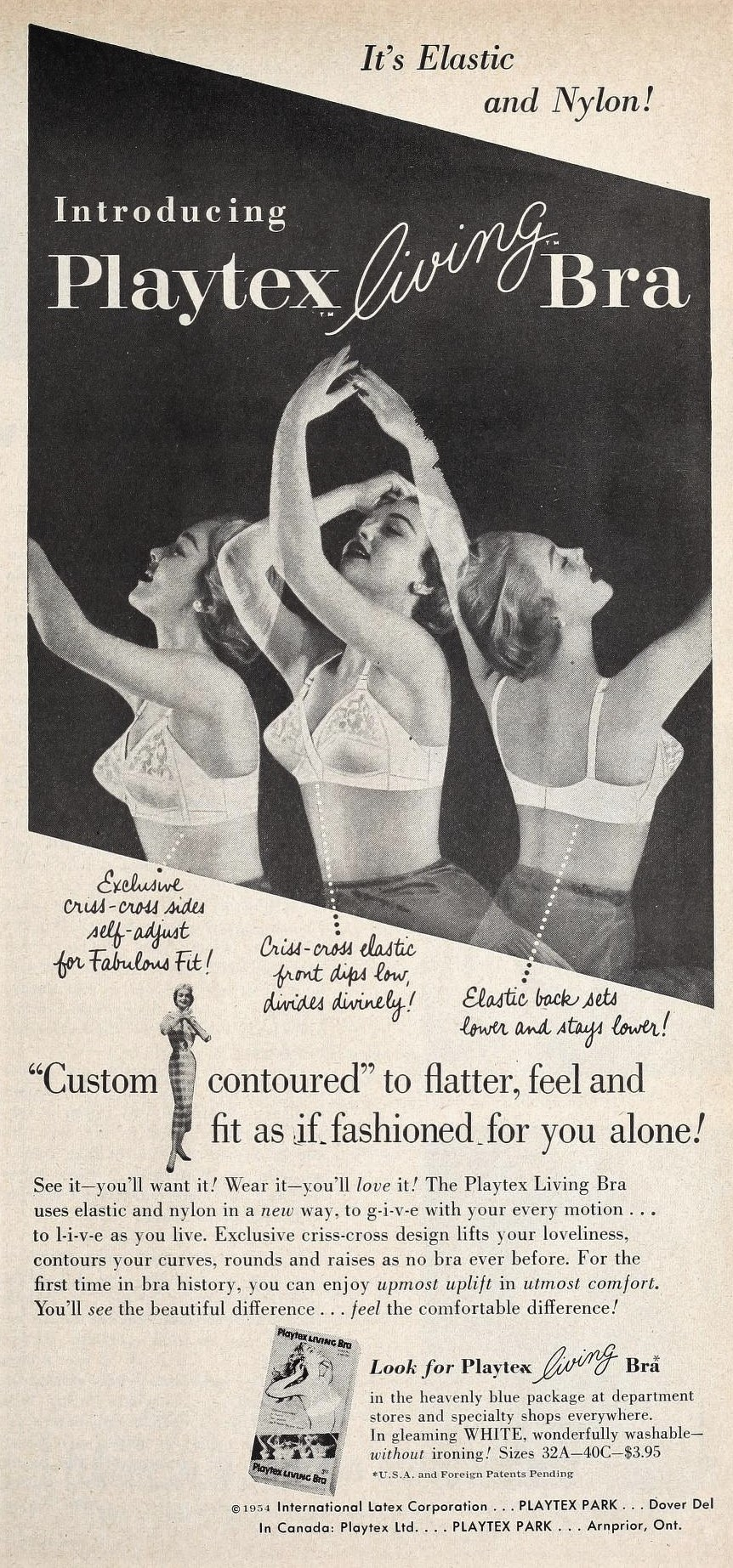
Soutien-gorge Playtex de 1954

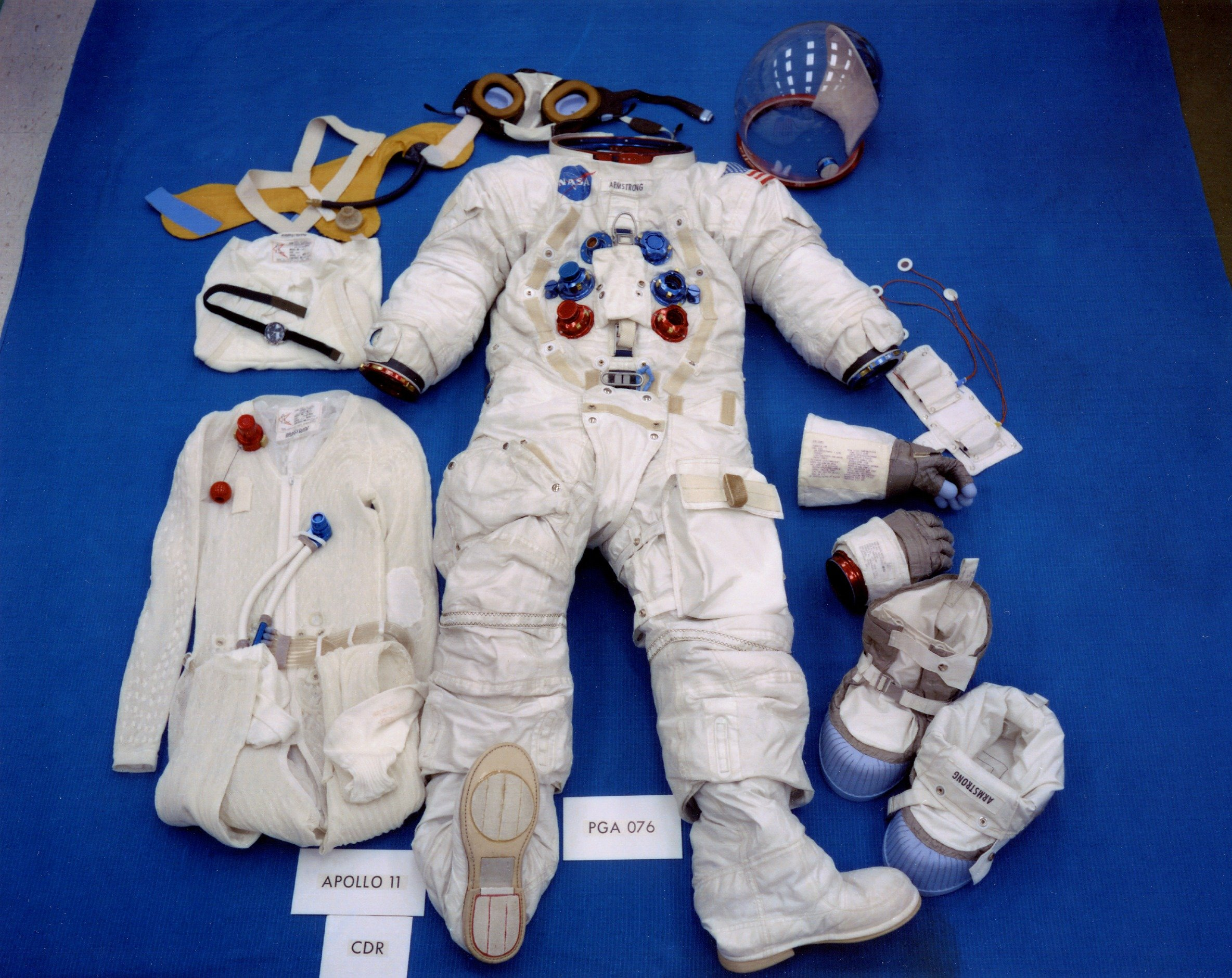
Combinaison utilisée lors de la mission Apollo 11

International Latex Corporation fut fondée en 1932 à Rochester aux États-Unis par Abraham Nathaniel Spanel, un inventeur et industriel qui possédait plus de 2000 brevets. À l'origine, elle fabriquait des gants en latex.
Elle s'est ensuite diversifiée dans la production de sous-vêtements féminins et de produits d'hygiène. Renommée International Playtex, Inc., elle fut rachetée en 1975 par Esmark. Esmark fut repris par Beatrice Foods en 1984. En 1986, un groupe de cadres prit le contrôle de Playtex par une opération d'achat à effet de levier (LBO). Un second LBO en 1988 scinda la société en deux parties : la première, Playtex Apparel Inc., fabriquait les vêtements ; la seconde, Playtex Products, était spécialisée dans les produits d'hygiène.
Playtex Apparel Inc. est repris par Sara Lee en 1991 et intégré à la division textile nommée Sara Lee Branded Apparel (SLBA), propriétaire de bien d'autres marques et sociétés de lingerie telles Dim, Wonderbra ou Bali.
La division Sara Lee Branded Apparel fait l'objet d'une scission en 2006 (spin-off) et devient autonome sous le nom de HanesBrands Inc. Cette scission ne concerne cependant pas la partie européenne de la division qui est cédée par Sara Lee Corporation au fonds d'investissement américain Sun Capital Partners et renommée DBApparel. La marque Playtex devenant ainsi exploitée par deux entités indépendantes l'une de l'autre.
Cette situation ne durera que quelques années, en 2014, HanesBrands Inc. rachète DBApparel à Sun Capital Partners réunifiant ainsi Playtex.
Quant à la division hygiène, Playtex Products, Inc., elle a été reprise en 2007 par le groupe américain Energizer pour 1,16 milliard de dollars. La marque Playtex est toujours utilisée par ce groupe, pour commercialiser notamment des tampons.
Playtex a participé à la conquête de l'espace en fabriquant les combinaisons A7L dont étaient revêtus les astronautes lors de leurs sorties sur le sol lunaire. « C’était fiable, presque câlin. Une pure beauté. ».

## Communication
En octobre 2010, Playtex donne la parole à des femmes sur le Web.